# Mike Lee
Mike Shumway Lee (Mesa, 1971. június 4. –) amerikai jogász és politikus, aki 2011 óta tölti be az Egyesült Államok szenátori tisztségét Utah államban. A Republikánus Párt tagja.
Lee pályafutását az Egyesült Államok Utah kerületi bíróságának jegyzőjeként kezdte, mielőtt Samuel Alito jegyzőjeként dolgozott, aki akkor a Harmadik Kerületi Fellebbviteli Bíróság bírája volt. 2002 és 2005 között Lee az Egyesült Államok ügyészhelyettese volt a Utah állambeli kerületben. Csatlakozott Jon M. Huntsman Jr. utahi kormányzó kormányához, 2005 és 2006 között a kormányzó hivatalának általános jogtanácsosaként dolgozott. Lee ismét Alito asszisztense volt, miután kinevezték az Egyesült Államok Legfelsőbb Bíróságára.
2010-ben, a Tea Party mozgalom idején Lee belépett a párt választási folyamatába, hogy kihívója legyen a hivatalban lévő, három cikluson át hivatalban lévő republikánus szenátornak, Bob Bennettnek. A jelölési folyamat során a Utah-i Republikánus Párt konvencióján legyőzte Bennettet és Tim Bridgewater üzletembert. Lee megnyerte a republikánus előválasztást, az általános választásokon pedig legyőzte a demokrata jelöltet, Sam Granatót. 2016-ban újraválasztották, és ő lett Utah kongresszusi küldöttségének dékánja, amikor Rob Bishop képviselő 2021 januárjában nyugdíjba vonult. Újraválasztották 2022-ben. Lee 2019 és 2021 között a Közös Gazdasági Bizottság elnöke volt. 2019-ben a Trump-kormányzattal egyeztetett és támogatta a 2020-as elnökválasztás megdöntésére irányuló erőfeszítéseit, de végül megszavazta a választás hitelesítését.
Lee 2019 januárjában lett Utah állam szenátora, amikor Orrin Hatch visszavonult a szenátusból.